# دافيد برونكانو
دافيد برونكانو أغيليرا (بالإسبانية: David Broncano Aguilera)واضح [daˈβið βɾoŋˈkano aɣiˈleɾa](من مواليد 30 ديسمبر 1984) هو ممثل كوميدي و مقدم برامج تلفزيونية إسباني. عمل أيضًا في وكالات الأنباء و الإعلان.  
في عام 2017، حصل على جائزة "Jaén, Paraíso Interior" من قبل مجلس مقاطعة جيان.  علاوة على ذلك ، فاز بجائزتي أونداس عن برنامج La Vida Moderna ( الحياة الحديثة ) في فئة أفضل برنامج إذاعي وطني في عام 2018  وعن برنامج La Resistencia (المقاومة) في فئة أفضل برنامج ترفيهي خفيف على التلفزيون في عام 2019. 
من عام 2018 إلى عام 2024، استضاف مع ريكاردو كاستيلا، برنامج La Resistencia التلفزيوني ، على القناة رقم 0.   انتهى الموسم الأول في 5 يوليو 2018. 
منذ عام 2024، يقدم البرنامج التلفزيوني La revuelta (الثورة) ، على القناة الأولى الاسبانية.